# Swiss FE Group
Die Swiss FE Group AG war eine im Bereich Stahlproduktion und Metallhandel aktive Beteiligungsgesellschaft mit statutarischem Sitz in Baar ZG.

## Unternehmen
Das Unternehmen hielt laut letztpubliziertem Geschäftsbericht für das Geschäftsjahr 2007 eine hundertprozentige Beteiligung an der Tisan Steel AS in der Türkei. 
Die Unternehmensgruppe wies für das Geschäftsjahr 2007 einen Nettoertrag von 75,5 Millionen Schweizer Franken aus. Hauptaktionärin der Swiss FE Group AG war eine in Vaduz im Fürstentum Liechtenstein eingetragene «EREN Stiftung». Diese hielt laut letztpubliziertem Geschäftsbericht per Ende 2007 eine Beteiligungsquote von 52,61 Prozent und hatte ihren Anteil laut einer Ad-hoc-Nachricht des Unternehmens vom 20. Februar 2009 auf 42 Prozent abgebaut. Hinter der «EREN Stiftung» steht als indirekter Halter der in İzmir in der Türkei ansässige S. Sami Sener.

## Geschichte
Die Swiss FE Group wurde 1999 unter dem Namen MC Solution Division AG in Fehraltorf gegründet. 2001 wurde der Sitz nach Baar verlegt und 2006 die Firma zunächst in Swiss FE Steel Group und später in Swiss FE Group umbenannt. Die Aktien der Swiss FE Group AG waren von November 2006 bis Ende Februar 2010 an der Berner Börse BX Berne eXchange kotiert.

## Verstoss gegen das Kotierungsreglement und Sistierung des Handels
Im Juli 2009 sprach die Zulassungsstelle der BX Berne eXchange gegen die Swiss FE Group AG eine Busse von 15'000 Franken aus. Grund dafür war ein Verstoss gegen das Kotierungsreglement der Berner Börse. Die Swiss FE Group AG hat demnach „kein staatlich beaufsichtigtes Revisionsunternehmen gewählt und folgedessen keinen von einem staatlich beaufsichtigten Revisionsunternehmen testierten Geschäftsbericht 2008 veröffentlicht oder der Zulassungsstelle eingereicht. Weiter hat die Gesellschaft entgegen den Statuten und Art. 698 ff OR keine ordentliche Generalversammlung innert 6 Monaten abgehalten und ist der finanziellen Forderung bezüglich Bearbeitungsgebühr von CHF 1000.- für ein Wiedererwägungsgesuch nicht nachgekommen.“ Zudem befand sich die zu diesem Zeitpunkt der Berner Börse gemeldete und im Handelsregister als Revisionsstelle der Swiss FE Group AG eingetragene McKinley-Goldman-Smith AG gemäss öffentlicher Publikation im Schweizerischen Handelsamtsblatt bereits seit März 2009 in Liquidation.
Nachdem die Swiss FE Group AG auch sieben Monate nach der verhängten Busse ihren Pflichten nicht nachkam, drohte die Zulassungsstelle der BX Berne eXchange mit Sanktionsentscheid vom 16. Februar 2010 die Sistierung des Handels der an der Börse kotierten Aktien der Swiss FE Group AG per 1. März 2010 an. Da das Unternehmen den von der Zulassungsstelle geforderten Auflagen bis zum 25. Februar 2010 nicht nachkam, wurde der Handel der Aktien der Swiss FE Group AG ab dem 1. März 2010 bis auf Weiteres sistiert.
Die Aktien wurden danach nur noch im Freiverkehr am Open Market der Frankfurter Wertpapierbörse, wo die Notierung nach einer vorübergehenden Aussetzung am 13. August 2010 wieder aufgenommen wurde, gehandelt.

### Konkurs
Im August 2012 wurde das Konkursverfahren über das Unternehmen eröffnet. Mangels Aktiva erfolgte ein Jahr später die Liquidation und Löschung aus dem Handelsregister.